# 1-я стрелковая дивизия внутренних войск НКВД СССР
Не следует путать с 1-й мотострелковой дивизией особого назначения внутренних войск НКВД СССР
1-я стрелко́вая диви́зия вну́тренних во́йск НКВД СССР — воинское соединение НКВД СССР в Великой Отечественной войне.

## История дивизии
Дивизия сформирована в составе трёх полков в расположении летнего лагеря пограничных войск у деревни Васкелово с 22 августа по 28 августа 1941 года по приказу начальника управления войск НКВД охраны тыла Северного фронта № 0027 из военнослужащих 3-го Сортавальского пограничного отряда, 7-го Кингисеппского пограничного отряда, 33-го Выборгского пограничного отряда, 102-го Элисенваарского пограничного отряда, окружной школы младшего начальствующего состава, Ленинградского гарнизона войск НКВД СССР, сотрудников общей следственной тюрьмы тюремного отдела УНКВД по Ленинградской области. Политработников в дивизию направило Ново-Петергофское ВПУ НКВД. Дислоцировалась на железнодорожной станции Васкелово. В составе действующей армии с 22 августа 1941 по 9 августа 1942 года.
В связи с быстрым продвижением противника юго-восточнее Ленинграда, спешно переброшена на станцию Пелла, с задачей отбросить противника от Мги, и выйти в район Войтолово, Сологубовка, Турышкино, Вороново, где занять прочную оборону. Дивизии был придан дивизион 152-х миллимметровых гаубиц из 577-го корпусного артиллерийского полка, а также рота танков Т-26 и рота танков КВ-1. Командиру дивизии, кроме того, было предписано собирать и брать под своё командование части, находящиеся в том районе.
Для подготовки к боевым действиям дивизии требуется минимум месяц, но прорыв немцев заставил бросить её в бой менее чем через десять дней после начала формирования. Три полка дивизии успели получить по два орудия и по пять снарядов на каждое из них. Мало было мин, пулемётов и автоматов. Каждый полк получил по три ящика бутылок с горючей смесью. Это оружие было эффективно только на расстоянии не более 20 метров, а если учесть, что сразу за немецкими танками шла пехота, которая вела частый автоматный огонь, то эти средства были практически бесполезны. Даже таких «мелочей», которые в бою необходимы, как сапёрные лопатки и каски, на всех бойцов не хватило. Взводами, как правило, управляли сержанты, а политруками рот назначали просто грамотных коммунистов, хорошо показавших себя в Финской войне. Боевого опыта не имел никто из офицеров кроме самого комдива и начальника разведки Ф. В. Карлова. В полках не успели провести ни одного тактического учения в обстановке, приближённой к боевой. Численность дивизии на момент убытия на фронт составила 10 483 человек при штатной численности в 13 060 человек.
29 августа 1941 года 2-й стрелковый полк первым из частей дивизии принял боевое крещение, вступив в бой с частями 90-го пехотного полка и сумел 30 августа 1941 года выбить противника из Мги. С 31 августа по 3 сентября 1941 года полк удерживает Мгу. Отчитался об уничтожении немецких войск в количестве до 2 батальонов пехоты, однако и дивизия понесла большие потери, так во 2-м стрелковом полку общие потери достигли 2500 человек, включая командира полка и 2-3 сентября 1941 года оставил Мгу и отошёл к Неве.
Остальные полки дивизии вступили в бой с частями 122-й пехотной дивизии 31 августа 1941 года, ведёт бои в районах Петрушино, Лобаново, Келколово, ЦНИГРИ (ныне Дачное), посёлка Отрадное и северо-западной окраины посёлка Мгинский. 5 и 6 сентября дивизия совместно с 1-й горнострелковой бригадой при артиллерийской поддержке крейсера «Максим Горький» и эсминцев «Строгий» и «Стройный» обороняет рубеж Келколово, Лобаново, Мустолово, 1-й и 2-й рабочие посёлки (в настоящее время СНТ Приозёрное), Марьино и Шлиссельбург, остановить противника не смогли и 7-8 сентября 1941 года переправились за Неву, на её правый берег, заняла оборону от площадки Теплобетон до Нового Кошкина. Часть дивизии не успела переправиться и вела бои на левом берегу Невы.
9 сентября 1941 года дивизия получила пополнение в лице личного состава местных частей войск НКВД СССР, запасных батальонов РККА, а также ряда истребительных батальонов УНКВД по Ленинградской области и г. Ленинграду. В результате этих мер удалось довести общую численность соединения до шестидесяти процентов от штатной.
В ночь на 14 сентября 1941 года 1-я дивизия погранвойск НКВД полковника С. И. Донскова получила приказ К. Е. Ворошилова готовить контрудар на Шлиссельбург с десантами через Неву и с Ладожского озера. В распоряжение дивизии был направлен 41-й понтонный батальон Манкевича, выходил на Неву и 21-й батальон капитана Л. С. Труппа.
20 сентября 1941 года части дивизии предприняли попытку форсировать Неву, но она оказалась неудачной.

7-й сп начал форсирование в 3 часа 20 сентября тремя эшелонами на фронте 300 метров. Переправа производилась на 40 рыбацких лодках и 5 лодках А-3.
1-й эшелон — 2-я стрелковая рота во главе с командиром роты лейтенантом Кубасовым и политруком Брызгаловым. 2-й эшелон — 3-я стрелковая рота во главе с командиром батальона капитаном Никифоровым и комиссаром Мекеровым. Общее руководство переправой осуществлял командир полка майор Горькавый и комиссар полка Малоиван, от политаппарата дивизии присутствовал ст. политрук Гринчишин.
1-й эшелон, не доходя восточного берега, подвергся сильному обстрелу пулемётным, миномётным и автоматическим огнём. Огонь вёлся и по 2-му эшелону, отчалившему от берега.
Из двух эшелонов высадилась на восточный берег группа 60— 70 чел. с командиром и политруком 2-й роты. 2-й эшелон почти полностью был расстрелян. 3-й эшелон не переправлялся.
1-й сп переправлялся в 200 метрах севернее устья Чёрная Речка, начал переправу в 3.00 20 сентября. Комендант переправы командир батальона 3/1 сп переправлялся в устье Чёрная Речка. Переправу начал в 4.20, комендант переправы — командир 3-го батальона. Переправой руководил командир дивизии полковник Донсков. Переправа осуществлялась на 8 понтонах. Противник также встретил губительным огнём. Из первых эшелонов на восточный берег высадилось лишь 14 человек во главе с младшим политруком Блохиным. Из них в течение пяти дней вышли обратно 12 человек, частью раненые, в том числе ранен и Блохин. Остальные, понеся большие потери, вернулись обратно.
2 сп переправу производил южнее Шереметьевки. Переправлялось два взвода. Из них 19 человек вернулось обратно, 3 убито и 2 ранено, остальные по наблюдениям вышли на берег, но судьба их неизвестна. Переправляющиеся были обеспечены боеприпасами 2 б/к и продовольствием на 2 суток.
Артиллерийское обеспечение переправы было подготовлено начальником артиллерии своевременно, но артподготовка перед началом переправы не велась, рассчитывалось организовать переправу внезапно.
Таким образом, переправа на участке юго-западная окраина Шлиссельбурга, северная окраина Марьино не удалась.— ЦАМО РФ. Ф. 217. On. 1221. Д. 9. Л. 84—88.
26 сентября 1941 года части 2-го стрелкового полка вновь пытались переправиться через Неву с Шереметьевской пристани. Двумя ротами полк захватил пристань Шлиссельбурга и завязал бой в северо-западной части города, 27 сентября 1941 года туда же переправился разведвзвод полка. Назад не вернулся никто, судьба воинов осталась неизвестной. Дивизия перешла к обороне. Тем не менее, дивизия одним из подразделений, совместно с Ладожской военной флотилией заняла крепость «Орешек», которая осталась в руках советских войск до конца блокады Ленинграда, при этом костяк гарнизона составляли воины этой дивизии.
С осени 1941 года 1-я стрелковая дивизия НКВД вплоть до переформирования стояла на обороне правого берега Невы. В ночь с 4 на 5 февраля 1942 года силами 2-го батальона 2-го стрелкового полка вновь была предпринята попытка форсирования Невы и захвата Шлиссельбурга, которая закончилась неудачей.
В дивизии особенно активно развивалось снайперское движение, так на 29 мая 1942 года в дивизии насчитывалось 464 снайпера, которые вывели из строя 2288 солдат и офицеров противника.
Дивизия 9 августа 1942 года передана в состав РККА и переформирована в 46-ю стрелковую дивизию.

## Подчинение
| Дата       | Фронт (округ)       | Армия                      | Корпус (группа) | Примечания |
| ---------- | ------------------- | -------------------------- | --------------- | ---------- |
| 01.09.1941 | Ленинградский фронт | —                          | —               | —          |
| 01.10.1941 | Ленинградский фронт | Невская оперативная группа | —               | —          |
| 10.11.1941 | Ленинградский фронт | Невская оперативная группа | —               | —          |
| 01.12.1941 | Ленинградский фронт | 8-я армия                  | —               | —          |
| 01.01.1942 | Ленинградский фронт | 8-я армия                  | —               | —          |
| 01.02.1942 | Ленинградский фронт | 8-я армия                  | —               | —          |
| 01.03.1942 | Ленинградский фронт | Невская оперативная группа | —               | —          |
| 01.04.1942 | Ленинградский фронт | Невская оперативная группа | —               | —          |
| 01.05.1942 | Ленинградский фронт | Невская оперативная группа | —               | —          |
| 01.06.1942 | Ленинградский фронт | Невская оперативная группа | —               | —          |
| 01.07.1942 | Ленинградский фронт | Невская оперативная группа | —               | —          |
| 01.08.1942 | Ленинградский фронт | Невская оперативная группа | —               | —          |

## Состав
- 1-й стрелковый полк
- 2-й стрелковый полк
- 3-й стрелковый полк
- отдельный миномётный дивизион[7]
- отдельный разведывательный батальон
- отдельный сапёрный батальон (командир — капитан Махновский)
- отдельный батальон связи
- отдельный медико-санитарный батальон
- 7-й пограничный полк (с первых чисел сентября 1941).

## Командиры
- Донсков, Семён Иванович, полковник — (22.08.1941 — 12.10.1941)
- Трубачёв, Василий Алексеевич, полковник — (13.10.1941 — 03.04.1942)
- Козик, Емельян Васильевич, генерал-майор — (04.04.1942 — 09.08.1942)

## Отличившиеся воины дивизии
| Награда | Ф. И. О.                   | Должность                               | Звание   | Дата награждения | Примечания                                                         |
| ------- | -------------------------- | --------------------------------------- | -------- | ---------------- | ------------------------------------------------------------------ |
|         | Вежливцев, Иван Дмитриевич | Снайпер отделения разведывательной роты | Старшина | 06.02.1942       | к моменту представления уничтожил 134 солдата и офицера противника |
|         | Голиченков, Пётр Иванович  | Снайпер отделения разведывательной роты | Рядовой  | 06.02.1942       | к моменту представления уничтожил 140 солдат и офицеров противника |

## Память
- Памятник воинам дивизии во Всеволожском районе, Посёлок имени Морозова.